# دهستان دودانگه (هوراند)
دهستان دودانگه نام دهستانی در بخش مرکزی شهرستان هوراند، استان آذربایجان شرقی است. براساس سرشماری مرکز آمار ایران در سال ۱۳۸۵، جمعیت آن ۶۳۹۴ نفر (۱۳۷۲ خانوار) بوده‌است.